# Nicolás Jiménez Molina
Nicolás Jiménez Molina (Íllora, 27 de mayo de 1896-Madrid, 29 de enero de 1987) fue un político español.

## Biografía
Nació en la localidad granadina de Íllora el 27 de mayo de 1896, en el seno de una familia de trabajadores. En 1918 ingresó en el Partido Socialista y en la sociedad obrera «La Germinación», ligada a la Unión General de Trabajadores (UGT).
En la Elecciones municipales 1931 obtuvo acta de concejal por el Ayuntamiento de Íllora, y posteriormente llegaría a ser nombrado alcalde. En las elecciones de 1933 presentó candidatura por circunscripción de Granada, pero no obtuvo acta de diputado. Miembro del ala «caballerista» del PSOE, fue detenido tras la huelga revolucionaria de 1934 y permaneció encarcelado hasta febrero de 1936. En mayo, durante la repetición de las elecciones generales, fue elegido diputado por Granada.
Durante la Guerra civil llegó a ser comisario-inspector del Ejército de Extremadura, entre 1937 y 1939. Llegó a asistir a algunas reuniones de las Cortes republicanas. Al final de la contienda marchó a Argelia, y posteriormente se exiló en México.
Reinstalado en México junto a su familia, logró rehacer su vida con el apoyo de la JARE. En el exilio continuó perteneciendo al PSOE, aunque cercano al grupo liderado por Juan Negrín y Ramón Lamoneda. En 1946 fue expulsado del Partido Socialista. Años después regresó a España, instalándose en Madrid en 1972. Falleció en 1987. Fue readmitido honoríficamente en el PSOE a título póstumo en julio de 2008 junto con todos los expulsados de 1946.